# Ansar al-Islam
Ansar al-Islam (kurdisk ئەنسارولئیسلام) var en kurdisk sunni-islamistisk gruppe, hvis formål var at fremme en radikal fortolkning af Islam. Gruppen, der af USA blev anset som en terrorgruppe, blev i september 2001 dannet i de kurdisk-kontrollerede nordlige provinser i Irak nær den iranske grænse, med baser i første omgang i og i nærheden af landsbyerne Biyara og Tawela, nordøst for Halabja.
Den 29. august 2014 kom en erklæring på vegne af 50 ledere af Ansar al-Islam som meddelte, at gruppen var at fusionere med Islamisk Stat, og dermed officielt opløste organisationen. Men nogle af medlemmerne indenfor Ansar al-islam afviste denne fusion, og fortsatte med at fungere som en uafhængig organisation.

## Ledere
- Abu Abdullah al-Shafi'i (til 2001)[3]
- Mullah Krekar (2001[3] - 2003)
- Abu Abdullah al-Shafi'i (2003[4] - )
- Sheikh Abu Hashim al Ibrahim (2011[5] -

## Danske medlemmer
- Mustapha Darwich Ramadan